# Leopoldina Naudet
Leopoldina Naudet, S.S.F. (31. května 1773, Florencie – 17. srpna 1834, Verona) byla italská římskokatolická řeholnice, zakladatelka a členka kongregace Sester Svaté Rodiny. Katolická církev ji uctívá jako blahoslavenou.

## Život

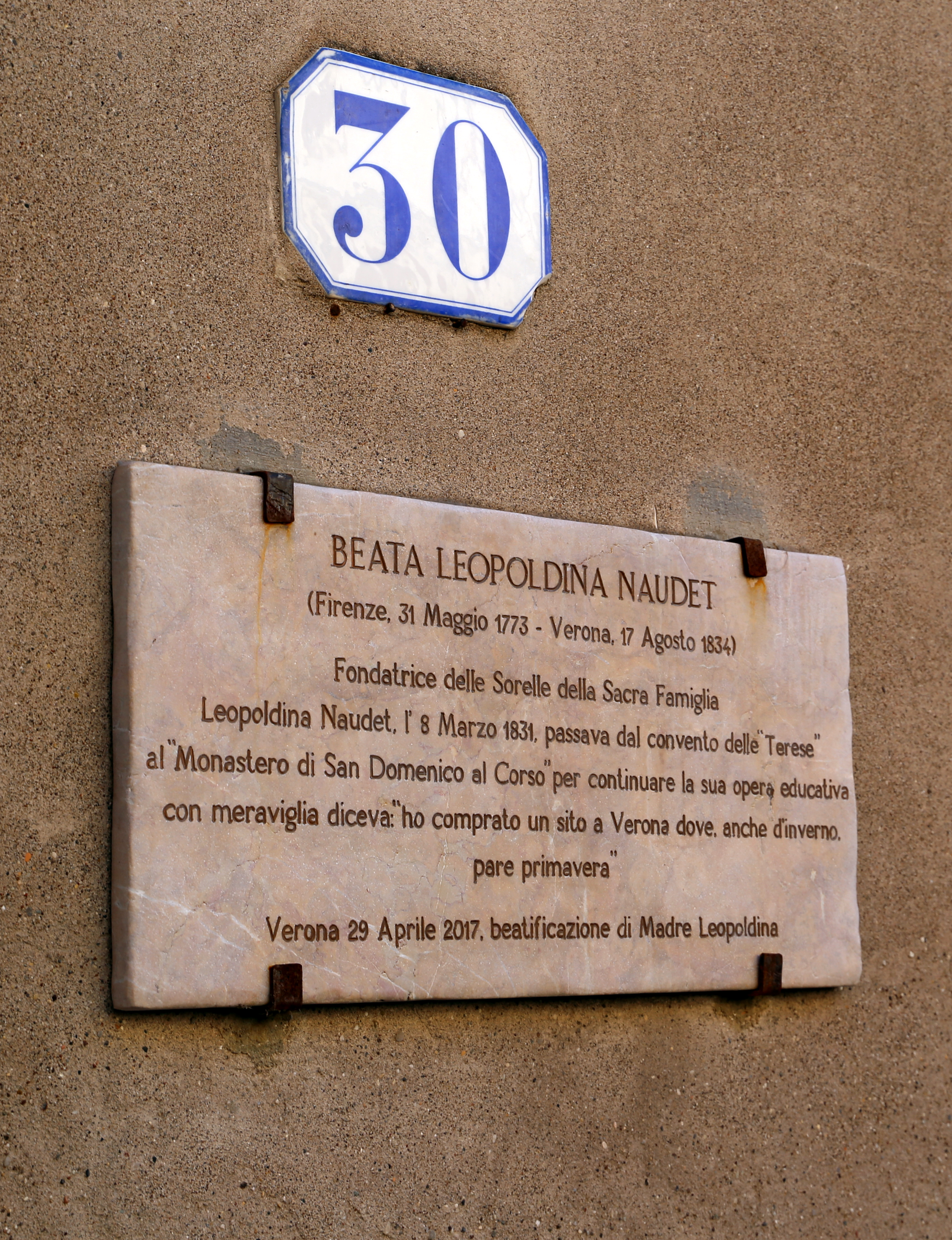
Pamětní deska bl. Leopoldiny Naudet ve Veroně

Narodila se dne 31. května 1773 ve Florencii rodičům Giuseppemu Naudetovi a Susanně von Arnth. Jeho otec, Francouz, byl vysoko postaveným úředníkem u dvora pozdějšího císaře Svaté říše římské Leopolda II. Její matka byla dcerou rakouského důstojníka.
Roku 1778 jí zemřela matka a ona byla dána do péče jeptiškám ve Florencii. Roku 1783 se přestěhovala do Soissons, kde se u jiných řeholnic vzdělávala. Roku 1789 se vrátila do Florencie. Působila také na dvoře budoucího císaře Leopolda II. jako vychovatelka a učitelka jeho dětí. Zde se spřátelila s Marií Annou Rakouskou.
Poté, co se Leopold stal císařem se s jeho dvorem přestěhovala do Vídně. Po smrti Leopolda II. roku 1792 se dala do služeb Marii Anně Rakouské, která tou dobou byla abatyší v Praze, kde s ní nějaký čas pobývala.
Nějakou dobu spolupracovala s italským knězem a zakladatelem kongregace Niccolem Paccanarim. Do ženské větve jím založené kongregace vstoupila a roku 1799 složila své řeholní sliby. Kongregace se však po nějakém čase rozpadla. Poté pobývala v Římě. Spolupracovala také se sv. Magdalenou Sofií Barat, nebo sv. Maddalenou di Canossa.
Roku 1807 se přestěhovala do Verony. Zde pracovala na založení nové ženské řeholní kongregace. Tu založila pod názvem Sestry Svaté Rodiny dne 9. listopadu 1816. Spolu s jí formovanými společnicemi do ní také následně sama vstoupila. Později se věnovala výchově a vzdělávání dívek. Dne 23. prosince 1833 obdržela jí založená kongregace papežské potvrzení o svém založení.
Zemřela dne 17. srpna 1834 ve Veroně. Její ostatky byly roku 1958 uloženy do mateřského domu její založené kongregace ve Veroně.

## Úcta
Její beatifikační proces byl zahájen dne 8. června 1971, čímž obdržela titul služebnice Boží. Dne 6. července 2007 ji papež Benedikt XVI. podepsáním dekretu o jejích hrdinských ctnostech prohlásil za ctihodnou. Dne 21. prosince 2016 byl uznán zázrak na její přímluvu, potřebný pro její blahořečení.
Blahořečena pak byla dne 29. dubna 2017 v kostele svaté Anastasie ve Veroně. Obřadu předsedal jménem papeže Františka kardinál Angelo Amato.
Její památka je připomínána 17. srpna. Bývá zobrazována v řeholním oděvu. Je patronkou pedagogů a jí založené kongregace.